# Držimurec
Držimurec är en ort i Kroatien.   Den ligger i länet Međimurje, i den nordöstra delen av landet, 80 km nordost om huvudstaden Zagreb. Držimurec ligger 148 meter över havet och antalet invånare är 951.
Terrängen runt Držimurec är platt. Runt Držimurec är det ganska glesbefolkat, med 36 invånare per kvadratkilometer. Närmaste större samhälle är Čakovec, 10,6 km väster om Držimurec. Trakten runt Držimurec består till största delen av jordbruksmark.